# La Bastide-de-Sérou
La Bastide-de-Sérou település Franciaországban, Ariège megyében. Lakosainak száma 972 fő (2022. január 1.). La Bastide-de-Sérou Aigues-Juntes, Allières, Alzen, Cadarcet, Castelnau-Durban, Durban-sur-Arize, Esplas-de-Sérou, Gabre, Larbont, Le Mas-d’Azil, Montels, Nescus és Suzan községekkel határos.

## Népesség
A település népességének változása:
| Lakosok száma | 962  | 962  | 933  | 949  | 960  | 961  | 957  | 980  | 992  | 972  |
|               | 1968 | 1982 | 1990 | 2006 | 2013 | 2015 | 2017 | 2019 | 2020 | 2022 |